# ゲンナジー・ゴロフキン 対 村田諒太戦
ゲンナジー・ゴロフキン 対 村田諒太戦（ゲンナジー・ゴロフキン たい むらたりょうたせん、別名Big Drama in Japan）は、2022年4月9日にさいたま市のさいたまスーパーアリーナで開催されたプロボクシングの試合。IBF・IBO世界ミドル級王者のゲンナジー・ゴロフキンとWBA世界ミドル級スーパー王者の村田諒太が対戦した王座統一戦。この試合は日本限定でAmazon Prime Video、カザフスタンではQazaqstan及びQazsportで韓国ではSPOTV、日本とカザフスタン及び韓国以外の地域ではDAZNに於いて映像配信の形で生中継が実施され、その興行規模から「日本ボクシング史上最大のビッグマッチ」と謳われた。

## 試合までの経緯

### 村田がゴロフキンのキャンプに参加
2014年7月、当時プロ1年目の村田は、当時WBAミドル級スーパー王者でダニエル・ゲールを相手に防衛戦を控えるゴロフキンのアメリカ合宿に参加し、スパーで対峙する。大振りのフックを後頭部付近に受け「すね毛が逆立つような気持ちになるくらい効いた」と衝撃を受けた。また当時、まだ世界戦はほど遠かった村田は、ゴロフキンが自身や帯同した報道陣やスタッフにも紳士的に接してくれた事に感激し「打つ時もフックを腕とかに打ってくるんですよ。『練習はお互いのためにあるんだから』って。その打たれた腕がビックリするくらいの衝撃だった。あんな“肩パン”は受けたことがなかった（笑）。やっぱり衝撃的でしたね。強いし、かつクリーンな選手。だから彼とやりたい」と密かに対戦を熱望していた。

### 概要及び両者の王座獲得と防衛まで
2017年9月16日、ゴロフキンがT-モバイル・アリーナで元世界2階級制覇王者でWBA世界ミドル級3位でWBC世界ミドル級3位のサウル・アルバレスと対戦。WBC王座が懸けられることをアルバレスが再び拒否したためアルバレスが勝てばWBC王座が空位となり、ゴロフキンが勝てばWBAスーパー王座、WBC王座、IBF王座並びにIBO王座の防衛となる条件で試合は行われ、12回1-1（115-113、110-118、114-114）の引分となり、WBA王座の18度目、WBC王座の7度目、IBO王座の16度目並びにIBF王座の4度目の防衛に成功した
2017年10月22日、村田が両国国技館でWBA世界ミドル級正規王者のハッサン・ヌダム・ヌジカムと再戦し、7回終了TKO勝ちを収め前戦の借りを返し、日本人として竹原慎二以来22年ぶり2人目のミドル級世界王者となった。村田はリング上で「ここにいるボクシングを本当に大好きな人は、僕よりも強いチャンピオンがいることを知っています。」と語り、観客の「ゴロフキンだ！」という声に「そう、そこを目指して頑張りたいと思います。」と答えた。
2018年4月15日、横浜アリーナで村田がWBA世界ミドル級6位でEBU欧州ミドル級王者のエマヌエーレ・ブランダムラと対戦し、8回2分56秒TKO勝ちを収め、初防衛に成功した。
2018年5月5日、カリフォルニア州カーソンのスタブハブ・センター・テニスコートにてゴロフキンがWBC世界スーパーウェルター級1位でWBA世界ミドル級12位のバネス・マーティロスヤンと対戦。IBFはゴロフキンが次の試合で指名挑戦者のセルゲイ・デレフヤンチェンコと対戦することを条件にマーティロスヤン戦を特例で承認したが、マーティロスヤンはミドル級で実績がない1階級下のスーパーウェルター級の選手であり、2年前にスーパーウェルター級の試合で負けてから1度も試合を行っていなかったことを理由に、この試合にIBF王座が懸けられることは拒否した。その為、IBF王座は懸けられずに、WBAとWBC王座のみが懸けられて試合が行われ、2回1分53秒KO勝ちを収めWBA王座は19度目、WBC王座は8度目に成功し、WBCがこの試合のために特別に作成したマヤ王座の獲得にも成功した。
2018年9月15日、T-モバイル・アリーナでゴロフキンがサウル・アルバレスと再戦し、プロ初黒星となる12回0-2（113-115×2、114-114）の判定負けでWBA王座はバーナード・ホプキンスに並ぶ20度目、WBC王座は9度目の防衛に失敗し王座から陥落した。
2018年10月20日、ラスベガスのパークMGM内パークシアターで村田がWBA世界ミドル級3位のロブ・ブラントと対戦し、軽快なブラントに対して手も足も遅い村田は終始主導権を握られ、12回0-3（110-118、109-119×2）での判定負けで2度目の防衛に失敗、王座から陥落した。
2019年7月12日、大阪府立体育会館にて村田がWBA世界ミドル級王者のロブ・ブラントと再戦を行い、2回2分34秒TKO勝ちを収め、9ヶ月振りに王座返り咲きに成功した。
2019年10月5日、マディソン・スクウェア・ガーデンでゴロフキンがIBF・IBO世界ミドル級王座決定戦をIBF世界ミドル級1位のセルゲイ・デレフヤンチェンコと行い、12回3-0（115-113×2、114-113）の判定勝ちを収め1年1ヶ月振りの返り咲きとなった。
2020年12月18日、フロリダ州ハリウッドのセミノール・ハード・ロック・ホテル・アンド・カジノ内ハード・ロック・ライブでゴロフキンが無観客試合としてカミル・シェルメタと指名試合で対戦し、4度ダウンを奪う一方的な試合で7回終了時にシェルメタが棄権しTKO勝ちを収め初防衛に成功、IBOの防衛で全階級最多防衛記録を持つウラジミール・クリチコに並ぶ通算18度目、IBFの防衛で通算21度目の防衛になりホプキンスの20度の防衛を越える新記録となった。
2019年12月23日、横浜アリーナで村田がWBA世界ミドル級8位のスティーブン・バトラーと対戦し、5回2分45秒TKO勝ちを収め初防衛に成功した。
そして2021年11月12日、村田が所属する帝拳ボクシングジムより、ゴロフキン vs 村田戦の開催が正式発表された。「日本ボクシング界史上最大のビッグマッチであることは間違いない」と論評するメディアもある。
2021年12月3日、新型コロナウイルスの変異株オミクロン株急拡大を受け、政府が外国人の新規入国を禁止する水際対策を実施したことで、ゴロフキンとの2団体王座統一戦が延期になったことが発表された。
その後、日本政府による外国人に対する水際対策が2022年3月から緩和されたことを受けて、4月9日に試合が再設定された。
2022年3月31日、ゴロフキンが来日。
2022年4月8日、計量が東京ガーデンテラス紀尾井町で行われ、村田、ゴロフキンともにリミットの72.5キロでクリア。抗原検査もクリアした。

### 試合に関する費用について
1990年東京ドームで開催のマイク・タイソン 対 ジェームス・ダグラス戦は平成バブル絶頂期で総費用20億円で最大規模とされたが、このタイソン戦を手掛けた帝拳ジムの本田会長が「時代は違うがタイソン戦の時よりもかかっている」と説明しており、興行規模が史上最大規模のイベントとなった。
地上波放送による放映権料ではゴロフキンの高額なファイトマネーを捻出する事は難しく、ゴロフキン側がアメリカを含めた海外200か国への独占配信を行うDAZNの放映料を総取りし、日本国内への独占配信を行うAmazon Prime Videoの放映料を村田側が手にする、異例のスキームが取られた。また、本来は興行主である帝拳が全額手にする入場料収入、スポンサーフィーも、GGGプロモーションと合同で行う形のため分配される。ファイトマネーの推定はゴロフキンが15億円、村田が6億円となった。
来日便である半チャーター機での費用は数千万円、ホテルの1フロアを貸し切り、専用エレベーターも用意されたゴロフキン陣営の滞在費は4500万円にのぼった。また、チケット料金は、リングサイドA席は22万円となり、マイク・タイソン 対 ジェームス・ダグラス戦の15万円を上回る金額となった。

## 試合
2022年4月9日、さいたまスーパーアリーナで行われたWBAスーパー・IBF世界ミドル級王座統一戦が開催。序盤は村田のボディを受けゴロフキンが下がる場面があったものの、その後はゴロフキンが村田のガードを縫う多彩な角度のパンチを浴びせて試合を優位に運び、9回村田の左フックに右のカウンターを合わせてダウンを奪うと村田陣営のセコンドからタオルが投入。ゴロフキンが9回2分11秒TKO勝ちを収め、IBF及びIBO王座は2度目防衛でIBOは合算すると通算19度目の防衛となりクリチコを抜いて最多記録を更新と共にミドル級通算で通算22度目の防衛、4年振りのWBAスーパー王座返り咲きに成功した。
試合後にはゴロフキンが村田に自らのガウンを着させ、「ガウンはチャパンと言う民族衣装。カザフスタンには、チャパンを最も尊敬する人に贈るという習慣がある。彼に敬意を表して贈った」と語った。

## 試合カード
^Note 1 WBA・IBF・IBO世界ミドル級王座統一戦(ゴロフキンが保持するIBO王座はゴロフキンが勝てば防衛、村田が勝った場合はその時点で剥奪になる)
^Note 2 WBO世界フライ級タイトルマッチ
^Note 3 OPBF東洋太平洋・WBOアジアパシフィックライト級タイトルマッチ

### 採点表
| 王座：WBAスーパー・IBF・IBO世界ミドル級王座統一戦 | 王座：WBAスーパー・IBF・IBO世界ミドル級王座統一戦 | 王座：WBAスーパー・IBF・IBO世界ミドル級王座統一戦 | 王座：WBAスーパー・IBF・IBO世界ミドル級王座統一戦 | 王座：WBAスーパー・IBF・IBO世界ミドル級王座統一戦 |                                                  | 主審：ルイス・パボン(WBA)                        | 主審：ルイス・パボン(WBA)                        | 主審：ルイス・パボン(WBA)                        | 主審：ルイス・パボン(WBA)                        | 主審：ルイス・パボン(WBA)                                                           |                                                                                     | 立会人：ホセ・ゴメス（WBA:ベネズエラ,会長付ゼネラルアドバイザー） ベン・ケイルティー（IBF:オーストラリア,IBFオーストラリア,オセアニア,アジア地区統括本部長(IBOも兼務)） | 立会人：ホセ・ゴメス（WBA:ベネズエラ,会長付ゼネラルアドバイザー） ベン・ケイルティー（IBF:オーストラリア,IBFオーストラリア,オセアニア,アジア地区統括本部長(IBOも兼務)） | 立会人：ホセ・ゴメス（WBA:ベネズエラ,会長付ゼネラルアドバイザー） ベン・ケイルティー（IBF:オーストラリア,IBFオーストラリア,オセアニア,アジア地区統括本部長(IBOも兼務)） | 立会人：ホセ・ゴメス（WBA:ベネズエラ,会長付ゼネラルアドバイザー） ベン・ケイルティー（IBF:オーストラリア,IBFオーストラリア,オセアニア,アジア地区統括本部長(IBOも兼務)） | 立会人：ホセ・ゴメス（WBA:ベネズエラ,会長付ゼネラルアドバイザー） ベン・ケイルティー（IBF:オーストラリア,IBFオーストラリア,オセアニア,アジア地区統括本部長(IBOも兼務)） |
| 開催日：2022年4月9日                              | 開催日：2022年4月9日                              | 開催日：2022年4月9日                              | 開催日：2022年4月9日                              | 開催日：2022年4月9日                              | 会場：埼玉県さいたま市・さいたまスーパーアリーナ | 会場：埼玉県さいたま市・さいたまスーパーアリーナ | 会場：埼玉県さいたま市・さいたまスーパーアリーナ | 会場：埼玉県さいたま市・さいたまスーパーアリーナ | 会場：埼玉県さいたま市・さいたまスーパーアリーナ | 主催：帝拳プロモーション GGGプロモーション トップランク マッチルーム・スポーツ・USA | 主催：帝拳プロモーション GGGプロモーション トップランク マッチルーム・スポーツ・USA | 主催：帝拳プロモーション GGGプロモーション トップランク マッチルーム・スポーツ・USA                                                                                     | 主催：帝拳プロモーション GGGプロモーション トップランク マッチルーム・スポーツ・USA                                                                                     | 主催：帝拳プロモーション GGGプロモーション トップランク マッチルーム・スポーツ・USA                                                                                     | | |
| ゲンナジー・ゴロフキン                            | ゲンナジー・ゴロフキン                            | 対                                                | 村田諒太                                          | 村田諒太                                          | ゲンナジー・ゴロフキン                           | ゲンナジー・ゴロフキン                           | 対                                               | 村田諒太                                         | 村田諒太                                         | ゲンナジー・ゴロフキン                                                              | ゲンナジー・ゴロフキン                                                              | 対 | 村田諒太 | 村田諒太 | | |
| RS                                                | TS                                                | 回                                                | TS                                                | RS                                                | RS                                               | TS                                               | 回                                               | TS                                               | RS                                               | RS                                                                                  | TS                                                                                  | 回 | TS | RS | | |
| 10                                                |                                                   | 1                                                 |                                                   | 9                                                 |                                                  | 10                                               |                                                  | 1                                                |                                                  | 9                                                                                   |                                                                                     | 10 | | 1 | | 9 |
| 10                                                | 20                                                | 2                                                 | 19                                                | 9                                                 | 9                                                | 19                                               | 2                                                | 19                                               | 10                                               | 9                                                                                   | 19                                                                                  | 2 | 19 | 10 | | |
| 9                                                 | 29                                                | 3                                                 | 28                                                | 10                                                | 9                                                | 28                                               | 3                                                | 29                                               | 10                                               | 9                                                                                   | 28                                                                                  | 3 | 29 | 10 | | |
| 10                                                | 39                                                | 4                                                 | 37                                                | 9                                                 | 10                                               | 38                                               | 4                                                | 38                                               | 9                                                | 10                                                                                  | 38                                                                                  | 4 | 38 | 9 | | |
| 10                                                | 49                                                | 5                                                 | 46                                                | 9                                                 | 10                                               | 48                                               | 5                                                | 47                                               | 9                                                | 9                                                                                   | 47                                                                                  | 5 | 48 | 10 | | |
| 10                                                | 59                                                | 6                                                 | 55                                                | 9                                                 | 10                                               | 58                                               | 6                                                | 56                                               | 9                                                | 10                                                                                  | 57                                                                                  | 6 | 57 | 9 | | |
| 10                                                | 69                                                | 7                                                 | 64                                                | 9                                                 | 10                                               | 68                                               | 7                                                | 65                                               | 9                                                | 10                                                                                  | 67                                                                                  | 7 | 66 | 9 | | |
| 10                                                | 79                                                | 8                                                 | 73                                                | 9                                                 | 10                                               | 78                                               | 8                                                | 74                                               | 9                                                | 10                                                                                  | 77                                                                                  | 8 | 75 | 9 | | |
| 計                                                |                                                   | –                                                 |                                                   | 計                                                |                                                  | 計                                               |                                                  | –                                                |                                                  | 計                                                                                  |                                                                                     | 計 | | – | | 計 |
| 副審：ロバート・ホイル(2団体及びIBO)              | 副審：ロバート・ホイル(2団体及びIBO)              | 副審：ロバート・ホイル(2団体及びIBO)              | 副審：ロバート・ホイル(2団体及びIBO)              | 副審：ロバート・ホイル(2団体及びIBO)              | 副審：グレン・フェルドマン(2団体及びIBO)         | 副審：グレン・フェルドマン(2団体及びIBO)         | 副審：グレン・フェルドマン(2団体及びIBO)         | 副審：グレン・フェルドマン(2団体及びIBO)         | 副審：グレン・フェルドマン(2団体及びIBO)         | 副審：アレックス・レビン(2団体及びIBO)                                              | 副審：アレックス・レビン(2団体及びIBO)                                              | 副審：アレックス・レビン(2団体及びIBO) | 副審：アレックス・レビン(2団体及びIBO) | 副審：アレックス・レビン(2団体及びIBO) | | |
| 処分：なし                                        | 処分：なし                                        | 処分：なし                                        | 処分：なし                                        | 処分：なし                                        | 減点：なし                                       | 減点：なし                                       | 減点：なし                                       | 減点：なし                                       | 減点：なし                                       | 結果：ゴロフキンの9回2分11秒TKO勝利                                                 | 結果：ゴロフキンの9回2分11秒TKO勝利                                                 | 結果：ゴロフキンの9回2分11秒TKO勝利 | 結果：ゴロフキンの9回2分11秒TKO勝利 | 結果：ゴロフキンの9回2分11秒TKO勝利 | | |